# Reine Wisell
Vous lisez un « bon article » labellisé en 2017.
Reine Wisell, né le 30 septembre 1941 à Motala et mort le 20 mars 2022 en Thaïlande, est un pilote automobile suédois. Il a participé à 23 Grands Prix de Formule 1 entre 1970 et 1974, et est monté une fois sur le podium dans cette discipline. 
Après des débuts dans des compétitions de voitures de tourisme suédoises dans les années 1960, Reine Wisell passe en monoplace avec la Formule 3, dont il est sacré champion de Suède en 1967. Dans les années suivantes, il remporte de nombreuses courses internationales de Formule 3. En 1969, il démarre en endurance, avec sa première participation aux 24 Heures du Mans et continue la Formule 3, terminant deuxième du Grand Prix de Monaco de Formule 3. En 1970, il est engagé dans plusieurs manches du championnat du monde des voitures de sport. Vainqueur de plusieurs courses en Formule 5000, il est recruté par le Team Lotus en Formule 1 pour la fin d'année, et obtient son premier et unique podium dès sa première course, lors du Grand Prix des États-Unis 1970.
Recruté à temps plein par Lotus pour la saison suivante, les performances de l'équipe sont en deçà des espérances, et il ne monte sur aucun podium, étant notamment victime d'un traitement inégal dû à son statut de pilote no 2. Cependant, durant l'année, il remporte le Grand Prix de Pau de Formule 2. En 1972, il participe à plusieurs Grands Prix de Formule 1 avec BRM puis Team Lotus, et à quelques épreuves du championnat du monde des voitures de sport, sans rencontrer beaucoup de succès. En 1973, il se concentre sur l'endurance, mais participe encore à deux Grands Prix pour des équipes privées. Sa saison est marquée par sa victoire à la course de l'Eifelrennen. En 1974, il continue l'endurance et participe à son dernier Grand Prix de Formule 1 avec March Engineering, sans toutefois retrouver le succès.
En 1975, il remporte le championnat d'Europe GT en tant que copilote de Hartwig Bertrams. Il se retire ensuite progressivement de la compétition automobile, en participant encore jusqu'en 1981 à des courses de voitures de tourisme, des épreuves d'endurance comme les 24 Heures de Spa qu'il dispute de 1976 à 1981. Après les années 1990, il participe à de nombreuses courses de voitures historiques et effectue également des courses à l'économie de consommation, dont le but est de parcourir la plus grande distance avec le moins d'essence possible. Il conseille et entraîne également les jeunes pilotes suédois, comme Felix Rosenqvist.

## Biographie

### Débuts en Suède (1941-1967)
Reine Wisell naît le 30 septembre 1941 à Motala, ville industrielle du centre de la Suède. Durant son adolescence, il effectue des courses de vélo tout terrain, d'enduro, de motocyclisme, des courses sur glace,. Il fait ses débuts en compétition automobile en 1962 dans des courses de voitures de tourisme suédoises, sur une Mini Cooper qu'il achète avec un ami. Durant l'hiver, il ne peut rouler sur les pistes enneigées suédois et part donc en Espagne. Toutefois, la voiture est peu fiable, et le jeune Wisell la change ensuite pour une Ford Anglia sans pour autant éviter de nouveaux problèmes de fiabilité. Revenant sur Mini, en 1965, il termine vice-champion de Suède du groupe 5, correspondant à sa catégorie de voitures,. Après plusieurs années, il passe à la monoplace et rejoint les championnats de Formule 3 en 1966 sur une Cooper T76,. Il remporte ses premières victoires cette année-là, lors des épreuves peu renommées de Roskilde et de Bengtsfors. Sur le circuit de Karlskoga, il possède également le rôle d'instructeur d'un jeune pilote de karting suédois, désireux de vouloir obtenir sa licence pour passer en Formule 3, Ronnie Peterson,. Il effectue de nombreux tours avec lui sur la vieille Mercedes-Benz du père de Peterson. Après ces tests, Reine Wisell n'est pas vraiment impressionné, et constate le pilotage très agressif de Peterson. En 1967, il achète une Brabham BT18-Ford à son rival plus expérimenté, Picko Troberg, champion de Suède de Formule 3 en 1965, dans l'équipe Team Baltzar et remporte le championnat de Suède de Formule 3 avec trois victoires,.

### Premiers succès à l'international (1968-1969)
En 1968, Reine Wisell et Ronnie Peterson partent ensemble à Bologne, à l'usine de Tecno, acheter des Formule 3. Quand Ronnie Peterson participe majoritairement à des courses suédoises, Reine Wisell participe à de nombreuses courses sur tout le continent européen, remportant onze victoires cette année-là. Ces victoires lui valent le titre honorifique de « Pilote de Formule 3 de l'année » décerné par des journalistes anglais. En 1969, il s'engage sur des épreuves d'endurance et continue la Formule 3 en parallèle, en s'engageant avec Chevron Cars Ltd pour ces deux programmes. Lors du Grand Prix de Monaco de Formule 3, sur une Chevron B15, à l'issue d'un combat acharné roues dans roues avec son rival et compatriote Ronnie Peterson, il s'incline finalement dans le dernier tour pour terminer deuxième, avec le meilleur tour en course,,,. Il participe à ses premières 24 Heures du Mans sur une Chevrolet Corvette avec Henri Greder, mais doit abandonner après quinze heures de course, sur un problème de transmission de la boîte de vitesses,.

### Endurance, victoires en Formule 5000, arrivée en Formule 1 (1970)
En 1970, il continue les épreuves d'endurance pour l'équipe de Jo Bonnier sur une Lola T70, et participe à nouveau aux 24 Heures du Mans avec Bonnier sur une Ferrari 512 S pour la Scuderia Filipinetti. Sous une pluie battante, au trente-septième tour, dans le passage de la Maison-Blanche, il est percuté par Clay Regazzoni, pilote de la SpA Ferrari SEFAC, et est envoyé dans les barrières de sécurité, provoquant son abandon et ceux de Regazzoni et de Mike Parkes, sur une Ferrari de la Scuderia Filippinetti. Durant l'année, avec Bonnier, il participe également à plusieurs manches du championnat du monde des voitures de sport. Dans le cadre de ce championnat, il termine notamment septième des 1 000 kilomètres de Brands Hatch, dixième des 1 000 kilomètres de Spa et huitième des 6 Heures de Watkins Glen. Sur des courses hors-championnats, il termine notamment cinquième du Grand Prix de Suède d'endurance sur Lola T70, ainsi que deuxième des 6 Heures de Jarama en 1970 sur Porsche 908/2.

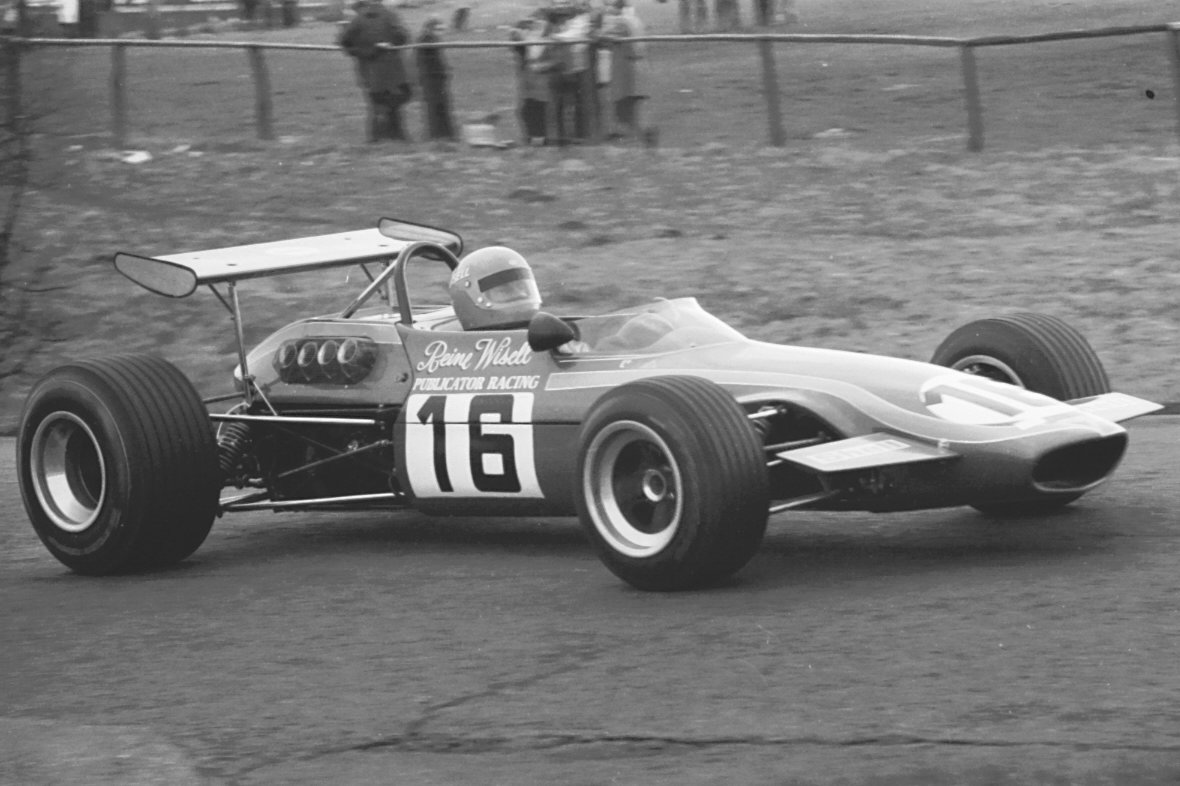
Reine Wisell sur la Chevron B17C lors de la Eifelrennen, course de Formule 2, sur le Nürburgring en 1970.

Après des premiers tests concluants effectués avec McLaren Racing en Formule 1 durant le début de l'année 1970, Reine Wisell participe au BRDC International Trophy, course hors-championnat de Formule 1, avec une ancienne McLaren M7A de 1968. La course est divisée en deux manches : Wisell termine neuvième de la première, puis sixième de la seconde. Au classement cumulé des deux manches, Reine Wisell se classe cinquième de l'épreuve derrière Chris Amon, Jackie Stewart, Piers Courage et Bruce McLaren.
En fin d'année 1970, il roule également en Formule 5000 sur une McLaren M10B-Chevrolet de Sidney Taylor, le dirigeant de Theodore Racing. Il arrive à la quinzième course du championnat, disputée sur le circuit de Silverstone, en remplacement de Peter Gethin devenu titulaire en Formule 1 chez McLaren Racing. Pour sa première épreuve (résultat combiné de deux courses de dix tours), il termine deuxième derrière Frank Gardner. Il n'est pas classé pour la seconde épreuve, à Oulton Park, où il abandonne sur accident après deux tours. Sur le circuit de Snetterton, quatrième de la première course, Wisell prend un très bon départ lors de la deuxième série, lui permettant de remporter sa première victoire en Formule 5000, et aussi d'établir le meilleur tour en course. Sur le Hockenheimring, ensuite, Reine Wisell remporte la première série, en dépassant le leader au septième tour, puis la deuxième série, qu'il domine largement, pour conquérir sa deuxième victoire en Formule 5000. De retour à Oulton Park, les deux courses se résument à un duel entre Gardner et Wisell, ce dernier terminant deuxième de la première course (avec une seconde de retard), puis vainqueur de la seconde (avec 3,4 secondes d'avances), pour être finalement déclaré vainqueur de l'épreuve à la faveur des écarts entre les deux pilotes. Sa dernière épreuve en Formule 5000 sur le circuit de Brands Hatch est marquée par la rupture de sa pompe à huile, provoquant son abandon. En ayant participé à six des vingt épreuves du championnat, Reine Wisell se classe finalement septième, avec 33 points, et surtout trois victoires à Snetterton, Hockenheim et Oulton Park.

« Il y avait tant de personnes qui mouraient [en sport automobile] et c'était terrible, parce que c'était comme ça que j'ai eu ma chance en Formule 1. [...] C'était une époque excitante, mais pleine de tragédie. »

— Reine Wisell, à Motorsport Magazine, en avril 2009, sur son arrivée en Formule 1, faisant suite à la mort de Jochen Rindt qu'il remplaça.
À la fin de l'année 1970, il est recruté par le Team Lotus pour les deux dernières manches de la saison, en remplacement de John Miles, choqué par la mort de son coéquipier Jochen Rindt au Grand Prix précédent. Au Grand Prix des États-Unis, parti de la neuvième position sur la grille de départ, il prend rapidement la quatrième place derrière Graham Hill, son coéquipier Emerson Fittipaldi et Denny Hulme. Évoluant à cette position pendant une grande partie de la course, en difficulté avec sa boîte de vitesses récalcitrante, il profite des problèmes mécaniques rencontrés par ses adversaires directs comme Hulme ou Jackie Stewart, pour terminer troisième et décrocher son premier podium en Grand Prix de Formule 1, derrière son coéquipier Fittipaldi vainqueur, et Pedro Rodríguez. Fittipaldi est également considéré comme un débutant (trois Grands Prix seulement avant cette course), et éclipse en partie la performance de Wisell,. Au sein de l'équipe, il obtient un rôle de pilote no 2 derrière Fittipaldi, ce qui le désavantage, les ingénieurs se fondant sur Fittipaldi pour construire et développer leur voiture. Au Grand Prix du Mexique, parti douzième, il termine à une dizaine de tours du vainqueur, et n'est pas classé. Avec deux Grands Prix sur les treize de l'année, Reine Wisell se classe seizième du championnat des pilotes avec quatre points, tandis que Lotus termine vice-champion des constructeurs, grâce notamment à son champion du monde posthume, Jochen Rindt.

### Année complète en Formule 1 chez Lotus (1971)
Cependant, en récompense de ces débuts réussis avec un podium dès sa première course, Lotus signe avec lui pour la saison 1971 entière, avec un double engagement en Formule 1 et en Formule 2. Autour des quasi-débutants Emerson Fittipaldi et Reine Wisell (sept Grands Prix d'expérience à eux deux), Lotus décide de conserver la base de la Lotus 72 de l'année précédente et de la faire évoluer, tout en commençant le développement de la Lotus 56B. En préparation à la saison de Formule 1, il participe au Grand Prix d'Argentine, course hors-championnat se divisant en deux manches : il se classe cinquième de la première manche, puis abandonne sur accident lors de la deuxième ; avec 84 tours disputés sur les 100, il se classe donc septième de l'épreuve.
Au Grand Prix d'Afrique du Sud, sur la Lotus 72C, qualifié à une lointaine quatorzième place, il parvient à remonter tout au long des 79 tours de la course, pour terminer quatrième de l'épreuve. Au Grand Prix d'Espagne, Wisell n'est pas classé, et termine à 17 tours du vainqueur, quand son coéquipier abandonne sur problème moteur. Reine Wisell étant également engagé en Formule 2, il participe au Grand Prix de Pau sur une Lotus 69, où il se qualifie à une position assez lointaine. Remonté en seconde position, il profite de l'abandon sur problème moteur du meneur Jean-Pierre Beltoise dans les derniers tours, pour s'imposer et remporter l'une des courses les plus prestigieuses de sa carrière.

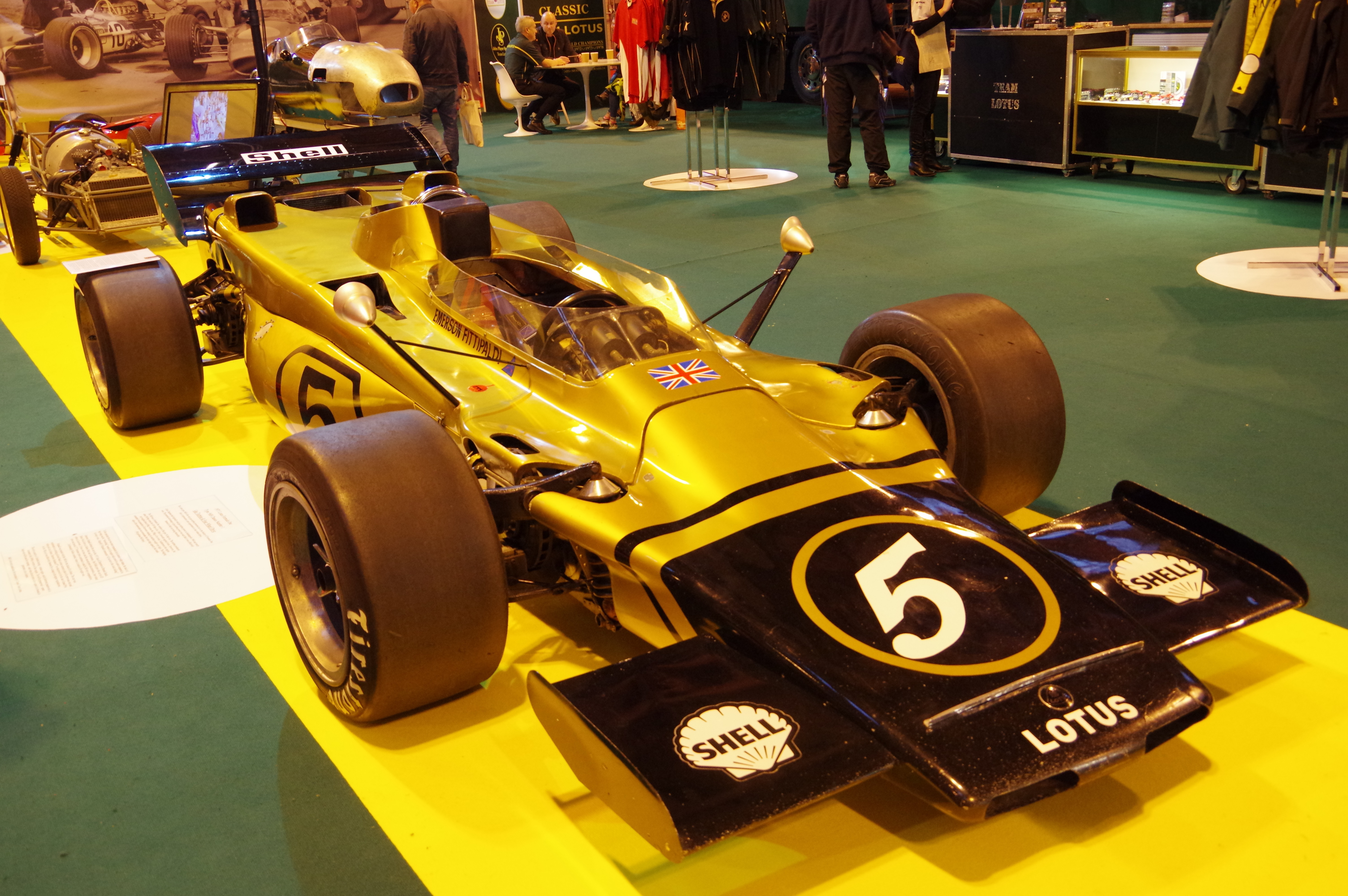
La Lotus 56B, qui se voulait révolutionnaire, se manqua totalement en Formule 1 et fut un échec cuisant.

Au Grand Prix de Monaco, Reine Wisell abandonne sur problème mécanique au quart de la course, quand Fittipaldi, bénéficiant de la nouvelle Lotus 72D, termine cinquième. Au Grand Prix des Pays-Bas, Wisell pilote la nouvelle Lotus 72D, et se qualifie en une solide sixième place. Évoluant en cinquième position en course, il rentre aux stands, alors que sa roue arrière se détache progressivement ; en essayant de résoudre le problème dans la voie des stands, il est disqualifié pour avoir emprunté la voie des stands en sens inverse. Au Grand Prix de France, qualifié à une éloignée quinzième place, Wisell parvient à éviter les problèmes mécaniques et les erreurs de pilotage, pour terminer de justesse sixième, dans les points, juste quelques dixièmes de seconde devant Jean-Pierre Beltoise. Au Grand Prix de Grande-Bretagne, Reine Wisell est engagé avec la Lotus 56B venant d'IndyCar, à quatre roues motrices, une seule vitesse avant, un moteur turbine à gaz de Pratt & Whitney,. La course se révèle être difficile pour le Suédois, qualifié dix-neuvième, qui se trouve assez lent, terminant à onze tours du vainqueur, largement distancé tout le weekend par les Lotus 72D,. En Allemagne, de retour sur la Lotus 72D, malgré un problème technique juste avant le départ, il prend part à la course et termine huitième. En Autriche, qualifié dixième, il profite des nombreux problèmes des pilotes devant lui (Hulme, Regazzoni, Ickx, Stewart et Cevert notamment) pour franchir la ligne d'arrivée en quatrième position, égalant son meilleur résultat de la saison.
Un an après l'accident mortel du pilote Lotus Jochen Rindt, survenue à Monza, le Team Lotus, en conflit avec les autorités italiennes, n'envoie pas ses voitures pour le Grand Prix d'Italie, Reine Wisell manquant donc également ce Grand Prix. De retour au Grand Prix du Canada, le Suédois retrouve de la compétitivité, en se qualifiant septième et en terminant la course cinquième. Au dernier Grand Prix de la saison, aux États-Unis, il abandonne dès le cinquième tour, après un accident causé par une rupture de freins. Reine Wisell se classe finalement douzième du championnat avec neuf points, et pour meilleurs résultats deux quatrièmes places, alors que son coéquipier Emerson Fittipaldi est sixième, et que le Team Lotus est cinquième du classement des constructeurs.
Finalement, entre la Lotus 72D qui n'a jamais pu être vraiment mise au point pendant l'année, et la Lotus 56B venant des courses de type Indianapolis, à quatre roues motrices, une seule vitesse avant, et beaucoup trop lourde (que Fittipaldi considérera comme « la pire voiture qu'il ait jamais piloté »), Reine Wisell vit un championnat difficile, avec seulement quelques entrées dans les points, mais aucun podium. Sur la saison entière, il est globalement dominé par Fittipaldi ; non prolongé par Lotus, il est remplacé par Dave Walker,. En 2009, à Motorsport Magazine, il se plaint du traitement inégal dont il a été victime tout au long de la saison, Lotus favorisant très grandement Fittipaldi :

« Tout dans l'équipe était pour Emerson [Fittipladi], tous les efforts étaient derrière lui et je trouvais ça un peu... bref, j'en avais un peu marre avec ça, parce que je sentais, vous savez, comme s'il n'y avait qu'un seul pilote dans l'équipe. [...] Je savais que je pouvais être aussi bon qu'Emerson, peut-être même le battre dans certains cas, mais, honnêtement, je n'ai pas eu le même traitement que lui au sein de l'équipe. »

— Reine Wisell à propos de son traitement dans l'équipe.
En fin d'année, il participe également à la World Championship Victory Race sur une Formule 5000 de McLaren, course dans laquelle il abandonne sur collision, après une erreur d'Henri Pescarolo. Après l'accident, Reine Wisell se met dans une grande colère, ce qui est plutôt rare, car il est d'ordinaire plutôt calme.

### Double programme en Formule 1 et en endurance (1972)
Parti de Lotus, Reine Wisell participe à quelques Grands Prix de la saison 1972 avec BRM. L'équipe engageant cinq voitures se révèle en grandes difficultés : l'étalement des ressources pour les cinq voitures est très inefficace et Wisell en fait les frais. En Argentine, lors du premier Grand Prix de la saison, Wisell, qualifié dix-septième (soit deuxième pilote BRM sur cinq pilotes), abandonne après une fuite d'eau sur sa BRM P153. Non engagé en Afrique du Sud pour des problèmes de logistiques, car BRM n'apporte que quatre voitures hors d'Europe, Reine Wisell revient en Espagne sur la BRM P160B, se qualifie dixième, mais abandonne après un accident vers le quart de la course. À Monaco, sous une pluie intense, il est le premier pilote à abandonner de la course, au seizième tour, sur problème moteur, quand son coéquipier Jean-Pierre Beltoise s'impose, remportant la dernière victoire de BRM en Formule 1.

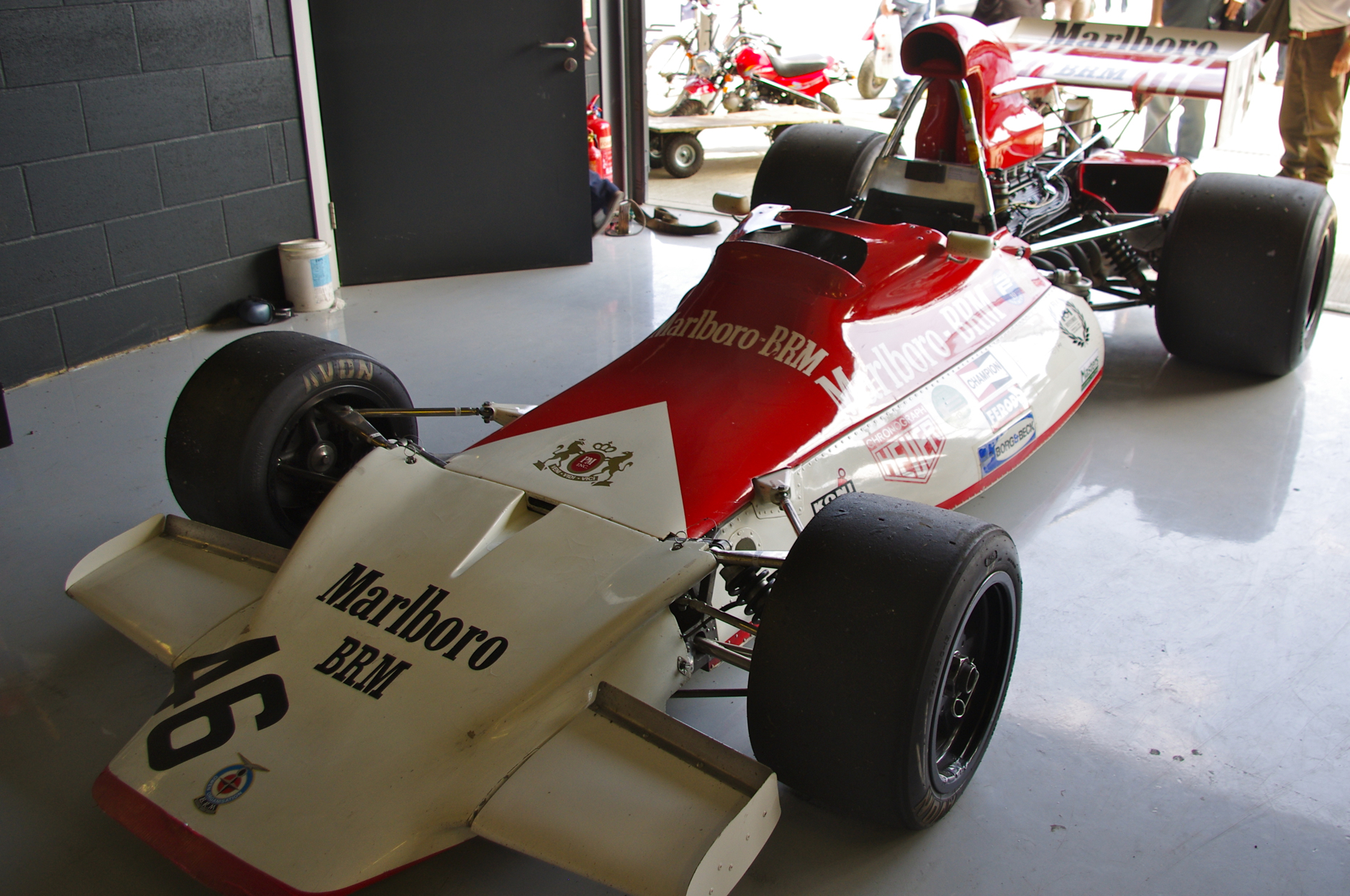
La BRM P160, sponsorisée par Marlboro, fut assez décevante pour Reine Wisell, et ne l'emmena qu'une fois à l'arrivée d'un Grand Prix.

Lors d'un Grand Prix hors-championnat, l'International Gold Cup à Oulton Park, il abandonne après un accident dans lequel il se casse le pouce. Il n'est pas autorisé par les médecins à courir et doit donc déclarer forfait pour le Grand Prix de Belgique. De retour au Grand Prix de France, il abandonne de nouveau après un problème mécanique. En Grande-Bretagne, BRM décide d'écarter Wisell et son coéquipier Howden Ganley, pour les remplacer par Jackie Oliver. Au Grand Prix d'Allemagne, Wisell et Ganley sont rappelés et remplacent Jean-Pierre Beltoise ; cependant, sur la BRM P160C, Reine Wisell abandonne très rapidement dès le quatrième tour, sur problème moteur. De nouveau absent en Autriche après le retour de Beltoise, il revient en Italie, où il égale sa meilleure qualification de la saison avec une dixième place, et parvient pour la première fois de l'année à terminer une course, en douzième position, à quatre tours du vainqueur,. Reine Wisell, lors d'une interview à Motorsport Magazine en 2009, regrette le manque d'organisation au sein de BRM durant toute la saison :

« De toute façon, à BRM, on ne savait jamais si on allait avoir une voiture pour piloter ou pas. Il y avait tant de pilotes différents durant cette année, et c'était, on peut le dire, un peu désorganisé. »

— Reine Wisell à propos de son passage chez BRM en 1972.
Pour les deux dernières courses de la saison, il revient chez Team Lotus où il remplace Dave Walker, qui l'avait remplacé en début d'année, parce qu'il « avait encore quelque chose à prouver, et qu['il] avait toujours apprécié la Lotus 72, qui était une bonne voiture même si elle était vieille de trois ans »,. Toutefois, ce bref retour ne s'accompagne pas de performances notables. Au Grand Prix du Canada, Reine Wisell, qualifié seizième, abandonne sur problème moteur à quinze tours de l'arrivée. Au Grand Prix des États-Unis, il a deux coéquipiers chez Lotus : Emerson Fittipaldi, nouveau champion du monde, et Dave Walker, qui fait son retour. Alors que ses deux coéquipiers abandonnent sur problème mécanique, Reine Wisell franchit la ligne d'arrivée en dixième position, à deux tours du vainqueur. Durant la course, il devance et se montre plus rapide que Fittipaldi, pourtant champion du monde, quand il est appelé aux stands, sans raison apparente, pour changer ses roues. Fittipaldi repassant devant lui, il ne peut le rattraper avec des mauvais pneus ; alors que Fittipaldi abandonne, Wisell termine dixième. Trente-sept ans après les faits, il ne comprend toujours pas cet arrêt aux stands :

« Je ne me vante pas, vous savez, mais dans la course, j'étais plus rapide que lui [Emerson Fittipaldi], devant lui, et, soudainement, ils [son équipe] m'ont appelé pour rentrer aux stands et ont retiré les roues de la voiture. Juste comme ça, incroyable, pour aucune raison. Ensuite, une fois qu'Emerson était repassé devant moi, ils m'ont renvoyé sur la piste à nouveau et j'étais toujours plus rapide qu'Emerson, mais j'étais sur les mauvais pneus, et je finissais la course [dixième] quand Emerson abandonnait. C'était fou et je n'ai jamais vraiment compris pourquoi ils m'avaient appelé aux stands, personne ne disait rien après la course. »

— Reine Wisell, commentant l'arrêt aux stands compromettant sa course, au Grand Prix des États-Unis 1972.
Eddie Dennis, ingénieur en chef du Team Lotus pendant treize saisons, dit « ne plus se rappeler » des raisons de l'arrêt aux stands. Dennis ne voit pas Colin Chapman, directeur de Lotus, rappeler volontairement un pilote aux stands pour mettre Fittipaldi devant, même si Chapman avait une vision claire de son équipe : un pilote favori no 1, Fittipaldi, et un pilote no 2, Wisell. Dennis déplore le « manque de patience » qu'avait Wisell qui refusait son statut de pilote no 2, mais aussi le « manque d'attention » de la part de Lotus, car Wisell méritait bien mieux. Cependant, avec aucun point, non classé du championnat, Reine Wisell est limogé de chez Lotus qui choisit son compatriote Ronnie Peterson pour la saison suivante.
Reine Wisell participe également à plusieurs courses du championnat du monde des voitures de sport sur une Lola T280 pour l'écurie de Joakim Bonnier. Aux 1 000 kilomètres de Buenos Aires, il termine septième en établissant le meilleur tour en course. Aux 6 Heures de Daytona, parti quatrième, il mène la course pendant quelques instants après la sortie de piste de la Ferrari de Clay Regazzoni, avant de finir la course aux stands à cause d'un problème mécanique. Aux 12 Heures de Sebring, malgré le comportement difficile de sa voiture, Reine Wisell termine l'épreuve au cinquième rang. À Brands Hatch, le Suédois mène la course pendant quelque temps, mais ne peut terminer l'épreuve après un problème mécanique. À Monza, sur une piste humide, Wisell est de nouveau forcé à l'abandon. Absent personnellement de l'épreuve de Spa-Francorchamps, son équipe décide de manquer les épreuves de Palerme et du Nürburgring, pour préparer les 24 Heures du Mans. Cependant, victime d'une fracture du pouce à l'International Gold Cup quelques semaines plus tôt, il doit déclarer forfait pour l'épreuve française. De retour à Zeltweg où il abandonne, il se qualifie cinquième des 6 Heures de Watkins Glen, mais est percuté au début de l'épreuve par une Corvette et doit abandonner à nouveau.

### Derniers Grands Prix (1973-1974)
En 1973, soutenu par Pierre-Robert, une société de produits d'après-rasage, pour toute la saison de Formule 2, il participe notamment à l'Eifelrennen sur le Nürburgring, course prestigieuse hors-championnat de Formule 2. Sur une piste détrempée s'asséchant, Reine Wisell évolue en troisième position, puis passe deuxième après le tête-à-queue de Hans-Joachim Stuck, et se met à revenir sur le meneur de la course, Patrick Depailler. Les observateurs, comme les journalistes de Motorsport Magazine, sont impressionnés par ce pilotage de Reine Wisell, qu'ils n'avaient plus vu de sa part depuis des années. Au huitième tour de la course sur dix, il dépasse Depailler, et prend la tête de course pour ne plus jamais la perdre, s'imposant pour la deuxième fois en Formule 2, après le Grand Prix de Pau 1971,.

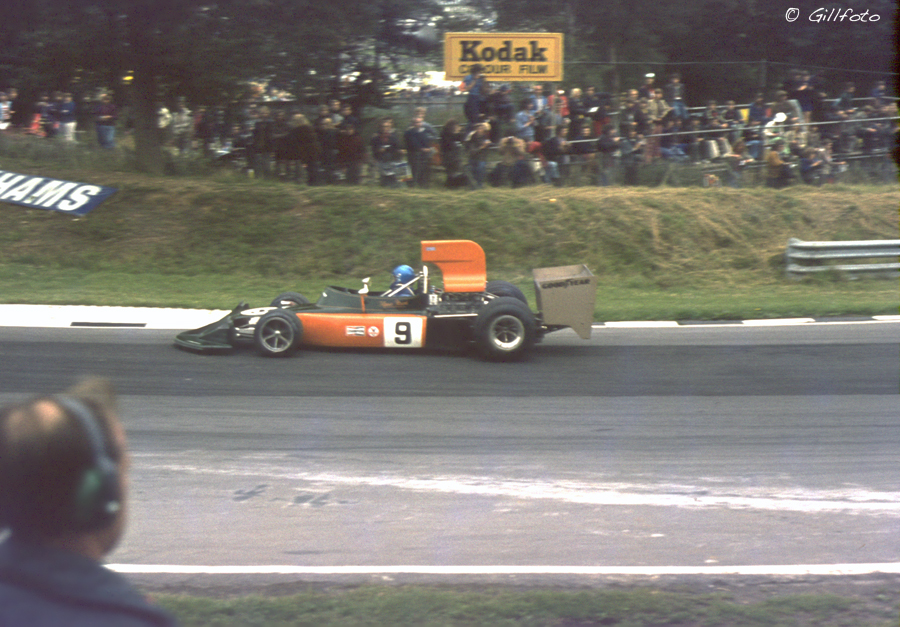
Pour son dernier Grand Prix de Formule 1 en 1974, Reine Wisell remplace Hans-Joachim Stuck sur cette March 741 no 9.

Il s'engage également sur une March 731, louée à David Purley, au Grand Prix de Suède de Formule 1, où, malgré une qualification en quatorzième place, il ne prend pas le départ à la suite d'un problème de suspension avant la course. Il participe ensuite au Grand Prix de France avec l'équipe Clarke-Mordaunt-Guthie-Durlacher, où il remplace Mike Beuttler, souffrant de ses blessures résultant d'un accident lors d'une course de Formule 2 à Rouen, mais ne voit pas l'arrivée de la course après un problème de surchauffe.
En 1974, après le départ de Fittipaldi du Team Lotus, Colin Chapman appelle Reine Wisell pour le remplacer et former un duo suédois avec Ronnie Peterson pour la saison de Formule 1. Toutefois, Wisell refuse, connaissant très bien Peterson et son talent, sachant qu'il « n'aurait aucune chance de gagner ». Après avoir couru si longtemps avec Peterson lors de ses années en Formule 3, Wisell préférait rester ami avec Peterson que de l'affronter chez Lotus. Ainsi, sans volant pour la saison, il participe à son dernier Grand Prix de Formule 1 à l'occasion du Grand Prix de Suède, sur une March 741, en remplacement de Hans-Joachim Stuck, blessé au pouce. Qualifié en seizième position devant son coéquipier Vittorio Brambilla, il doit cependant abandonner au soixantième tour après rupture de sa suspension arrière.
Reine Wisell participe de nouveau au Championnat du monde des voitures de sport avec Jean-Louis Lafosse sur Lola T282. Dans l'année, il ne voit l'arrivée qu'à deux courses : les 6 Heures de Vallelunga et les 1 000 kilomètres de Dijon, qu'il termine toutes les deux à la sixième place,. Il participe pour la troisième fois aux 24 Heures du Mans, sur la même voiture, avec Lafosse et Hugues de Fierlant, et abandonne une troisième fois sur un problème d'embrayage après vingt heures de course. Durant l'année, lui et Lafosse pouvaient se montrer assez rapides, comme lors des 9 Heures de Kyalami, où ils se sont qualifiés en deuxième position.
Il effectue encore plusieurs courses du championnat du monde des voitures de sport en 1974 et aux 24 Heures du Mans avec Vern Schuppan sur Gulf Mirage GR7. Au seizième tour de cette épreuve, alors aux mains de Vern Schuppan, la Mirage doit rentrer aux stands pour un problème mécanique où elle reste pendant trois heures, avant de reprendre la piste, revenir à la douzième place, puis abandonner définitivement après un nouveau problème. Aux 1 000 kilomètres de Zeltweg, il termine dixième sur une Porsche 911 Carrera RSR. Avec Vern Schuppan, il participe ensuite aux 1 000 kilomètres du Castellet, puis aux 1 000 kilomètres de Brands Hatch, où il roule en seconde position, avant d'abandonner après rupture de l'arbre de transmission. Aux 6 Heures de Kyalami, durant tout le weekend, il est victime de très nombreux problèmes mécaniques, l'empêchant de se classer à l'arrivée de la course.

### Retrait de la compétition automobile et reconversion (après 1975)
En 1975, Reine Wisell est copilote de Hartwig Bertrams et remporte le championnat d'Europe GT sur Porsche 911 Carrera RSR,. Il termine troisième des 1 000 kilomètres de Kyalami en 1976 sur Chevrolet Camaro. Il se retire progressivement de la compétition automobile internationale, en effectuant des courses de voitures de tourisme en Europe, et en participant au championnat suédois de voitures de tourisme sur une Chevrolet Camaro, terminant vice-champion en 1977 et quatrième en 1979. Il effectue encore dans les années suivantes des courses d'endurance ou de voitures de tourisme, sans toutefois retrouver le succès.
Il participe de 1976 à 1981 aux 24 Heures de Spa. En 1976, son coéquipier Stuart Graham parvient à placer sa Chevrolet Camaro en deuxième position sur la grille de départ, mais doit abandonner en course. En 1977, Wisell est de nouveau contraint à l'abandon. En 1978, sur une BMW 3.0 CSi, avec Claude Bourgoignie, Wisell se montre aux avant-postes durant les essais et la course, menant l'épreuve pendant plusieurs heures, avant d'abandonner sur problème mécanique dans les dernières heures. En 1979, il termine non classé, n'ayant pas abandonné, mais ayant fini la course avec trop de tours de retard sur le vainqueur. En 1980, il est de retour sur une Chevrolet Camaro, évoluant pendant un temps en quatrième position, avant d'abandonner à nouveau. En 1981, Reine Wisell effectue sa dernière apparition dans une compétition internationale de haut niveau lors de ses sixièmes 24 Heures de Spa. Parti en pole position sur sa Chevrolet Camaro, il mène la course pendant les cinquante premières minutes, avant de connaître de nouveaux problèmes mécaniques, et d'abandonner en deuxième moitié de course.
Il participe encore à des épreuves de voitures de sport historiques,, avec un certain succès, notamment dans les années 1990, avec plusieurs victoires. Il a par exemple remporté une course de voitures historiques à Anderstorp en 1997 sur une Mini. En 2009, il annonce son intention de participer à la Race of Legends (« course des légendes »), une course regroupant des pilotes célèbres des années 1960 aux années 1990, pour l'association SOS Barnbyar (« SOS Villages d'enfants »), course qui est toutefois annulée en raison de problèmes financiers en 2010.
En plus de ces quelques épreuves de voitures de sport historiques, Reine Wisell participe à des courses à l'économie de consommation, consistant à faire la plus grande distance possible avec le moins d'essence possible,. Vainqueur de l'Open Nordic Series Economy dans les véhicules diesel en 1987, il a notamment effectué un trajet Malmö-Amsterdam avec un seul réservoir d'essence sur une Volkswagen Lupo, d'une consommation de 3,6 L/100 km, ainsi qu'un trajet Paris-Stockholm avec un seul réservoir d'essence. L'ancien pilote de Formule 1 aide également les jeunes pilotes suédois à s'entraîner l'hiver, quand les circuits suédois sont recouverts de neige, en roulant sur le circuit de Carthagène,. Il conseille notamment son compatriote Felix Rosenqvist qui remporte par la suite des courses en Formule E et en IndyCar Series. Reine Wisell est membre du CIAPGP (« Club International des Anciens Pilotes de Grand Prix »), membre honoraire du BRDC (« British Racing Drivers' Club »), et du SARF (« Sveriges Aktiva Racerförares Förening » soit l'« association des pilotes actifs suédois »). Après sa retraite, il vit chez lui en Suède ainsi qu'en Thaïlande,, où il meurt, à l'âge de 80 ans.

## Style et personnalité
Reine Wisell est connu comme le premier rival de Ronnie Peterson, pilote suédois plus renommé et ayant remporté plus de succès dans sa carrière. Longtemps comparés, Reine Wisell est décrit par des journalistes suédois en 1999, comme ne « possédant pas la vitesse naturelle et les capacités de Ronnie [Peterson] ». Quand ce dernier était considéré être doté d'un style de pilotage « sauvage », celui de Reine Wisell était vu à l'opposé, comme « coulé et calme »,. D'un point de vue personnalité, Eddie Dennis, ingénieur en chef du Team Lotus, considère la personne de Reine Wisell comme « adorable, facile, en dehors de tout problème ».
Reine Wisell était reconnaissable sur les circuits par sa barbe et ses rouflaquettes qui lui ont donné son surnom de The Sideburn Swede (les favoris suédois),. Lorsqu'il remplaça Hans-Joachim Stuck au Grand Prix de Suède 1974, nombreux pensèrent que Wisell était présent depuis le début de l'année, le confondant avec Stuck qui portait le même type de barbe.

## Résultats

### Résultats en championnat du monde de Formule 1
| Saison | Écurie                                               | Châssis                       | Moteur                                          | Pneus     | GP disputés | Podiums | Entrées dans les points | Points inscrits | Classement |
| ------ | ---------------------------------------------------- | ----------------------------- | ----------------------------------------------- | --------- | ----------- | ------- | ----------------------- | --------------- | ---------- |
| 1970   | Gold Leaf Team Lotus                                 | Lotus 72C                     | Cosworth V8                                     | Firestone | 2           | 1       | 1                       | 4               | 16e        |
| 1971   | Gold Leaf Team Lotus                                 | Lotus 72C Lotus 72D Lotus 56B | Cosworth V8 Cosworth V8 Pratt & Whitney turbine | Firestone | 10          | 0       | 4                       | 9               | 12e        |
| 1972   | Marlboro BRM John Player Team Lotus                  | P153 P160B P160C Lotus 72D    | BRM V12 Cosworth V8                             | Firestone | 8           | 0       | 0                       | 0               | Non classé |
| 1973   | Team Pierre-Robert Clarke-Mordaunt-Guthrie-Durlacher | March 731                     | Cosworth V8                                     | Goodyear  | 2           | 0       | 0                       | 0               | Non classé |
| 1974   | March Engineering                                    | March 741                     | Cosworth V8                                     | Goodyear  | 1           | 0       | 0                       | 0               | Non classé |

| 1970 | Gold Leaf Team Lotus               | Lotus 72C | Cosworth V8     | F | RSA      | ESP    | MON      | BEL      | NED   | FRA      | GBR      | DEU      | AUT | ITA    | CAN      | USA 3  | MEX NC |     |     | 16e        | 4 |
| 1971 | Gold Leaf Team Lotus               | Lotus 72C | Cosworth V8     | F | RSA 4    | ESP NC | MON Abd. |          |       |          |          |          |     |        |          |        |        |     |     | 12e        | 9 |
| 1971 | Gold Leaf Team Lotus               | Lotus 72D | Cosworth V8     | F |          |        |          | CAN Dsq. | FRA 6 |          | DEU 8    | AUT 4    | ITA | CAN 5  | USA Abd. |        |        |     |     | 12e        | 9 |
| 1971 | Gold Leaf Team Lotus               | Lotus 56B | Pratt & Whitney | F |          |        |          |          |       | GBR NC   |          |          |     |        |          |        |        |     |     | 12e        | 9 |
| 1972 | Marlboro BRM                       | P153      | BRM V12         | F | ARG Abd. |        |          |          |       |          |          |          |     |        |          |        |        |     |     | Non classé | 0 |
| 1972 | Marlboro BRM                       | P160B     | BRM V12         | F |          | RSA    | ESP Abd. | MON Abd. | BEL   | FRA Abd. | GBR      |          |     |        |          |        |        |     |     | Non classé | 0 |
| 1972 | Marlboro BRM                       | P160C     | BRM V12         | F |          |        |          |          |       |          |          | DEU Abd. | AUT | ITA 12 |          |        |        |     |     | Non classé | 0 |
| 1972 | John Player Team Lotus             | Lotus 72D | Cosworth V8     | F |          |        |          |          |       |          |          |          |     |        | CAN Abd. | USA 10 |        |     |     | Non classé | 0 |
| 1973 | Team Pierre Robert                 | March 731 | Cosworth V8     | G | ARG      | BRA    | RSA      | ESP      | BEL   | MON      | SWE NP   |          |     |        |          |        |        |     |     | Non classé | 0 |
| 1973 | Clarke-Mordaunt- Guthrie-Durlacher | March 731 | Cosworth V8     | G |          |        |          |          |       |          |          | FRA Abd. | GBR | NED    | DEU      | AUT    | ITA    | CAN | USA | Non classé | 0 |
| 1974 | March Engineering                  | March 731 | Cosworth V8     | G | ARG      | BRA    | RSA      | ESP      | BEL   | MON      | SWE Abd. | NED      | FRA | GBR    | DEU      | AUT    | ITA    | CAN | USA | Non classé | 0 |
| Légende : - Troisième place - Points obtenus - Course terminée, avec aucun point - Abandon ou non classé - Disqualifié |                                    |           |                 |   |          |        |          |          |       |          |          |          |     |        |          |        |        |     |     |            |   |

### Résultats aux 24 Heures du Mans
| Édition | Écurie                           | Coéquipiers                           | Voiture            | Moteur               | Tours disputés | Classement                  |
| ------- | -------------------------------- | ------------------------------------- | ------------------ | -------------------- | -------------- | --------------------------- |
| 1969    | Scuderia Filipinetti             | Henri Greder                          | Chevrolet Corvette | Chevrolet V8         | 196            | Abandon (boîte de vitesses) |
| 1970    | Scuderia Filipinetti             | Joakim Bonnier                        | Ferrari 512 S      | Ferrari V12          | 36             | Abandon (accident)          |
| 1973    | Équipe Gitanes Cigarettes France | Jean-Louis Lafosse Hugues de Fierlant | Lola T282          | Ford-Cosworth DFV V8 | 164            | Abandon (embrayage)         |
| 1974    | Gulf Research Racing Co.         | Vern Schuppan                         | Mirage GR7         | Ford-Cosworth DFV V8 | 49             | Abandon (moteur)            |